# Gallinago macrodactyla
Il beccacino del Madagascar (Gallinago macrodactyla, Bonaparte 1839) è un uccello della famiglia degli Scolopacidae dell'ordine dei Charadriiformes.

## Distribuzione e habitat
Questo uccello vive solo nella metà orientale del Madagascar, nelle foreste umide e lungo i corsi d'acqua tra i 700 m e 2700 m sul livello del mare.